# أريدي كرابي
أريدي كرابي (الاسم العلمي:Aerides krabiensis) هو نوع من النباتات يتبع جنس الأريدي من الفصيلة السحلبية.